# 差館街
差館街是香港多條街道的名稱。“差館”一詞沿自差人，因中國歷史上，地方上的治安管理機構為衙門，執行差事者名衙門差役，及後演變成警察的俗稱，由此得名。因香港各區警署的落成，警署附近的街道被居民約定俗成為差館街，後來被香港政府認可。及後，為免不同地區使用相同的街道名稱，產生混淆，政府於1909年刊登憲報將九龍區之街道名稱更改，以上海、大沽和福州取名，這些皆為當時中國對外主要的通商港口。
香港島範圍共有1條街道：
- 普義街，位於上環太平山區（維多利亞城第三區），因第一代半山警署（八號差館）於1845年座落該區而取名差館街，該區於1894年發生嚴重鼠疫，香港政府為了確保改善疫情，遂把該區所有樓宇清拆，包括當時的半山警署，警署被遷至現醫院道及高街之間位置，而太平山區重建工程於1898年左右完成，街名亦因而改為現時的普義街。不過，與差館街相連並向半山方向延伸的一條斜路差館上街卻被保留下來，現時分為上下兩段，被卜公花園所分隔。下段由荷里活道至卜公花園，上段由普慶坊至醫院道。

九龍範圍共有3條街道：
- 上海街，位於油麻地及旺角一帶，因地處該區的第一代油麻地警署（1873年啟用）而得名，差館街後來易名為上海街，警署在1922年遷至廣東道，2016年遷至友翔道。

- 大沽街，位於紅磡，第一代紅磡警署於1872年座落於該處，差館街後來易名為大沽街，及後警署亦作遷移。惟附近的一條橫街差館里則得到保留名稱。

- 通州街，位於大角咀，早年警署座落於該區福全鄉，差館街後來易名為福州街，及後再改名為現時的通州街，並延長至長沙灣一帶，今天該區最近距離的警署為深水埗警署。

## 相關街道
- 警署徑，位於離島區長洲，因長洲警署而得名。